# Vadim Milov
Vadim Milov est un grand maître suisse du jeu d'échecs né le 1er août 1972 en URSS,.
Après l'effondrement de l'URSS, il émigre en Israël en 1992 avant de gagner la Suisse en 1996.
Au 1er décembre 2019, Milov est le numéro un suisse avec un classement Elo de 2 606 points.

## Palmarès
Il a remporté les premières places ex æquo à Bienne en 1996 (devancé au départage par Karpov), à Saint-Domingue en 2003, à Genève en 2004 et à l'US Open en 2005. Il remporte également le tournoi de parties rapides Corsica Masters en 2005, battant Viswanathan Anand en finale. En 2009, il perd le départage pour la première place face à Nigel Short. En 2015, il remporte le championnat d'échecs de Suisse après un départage contre Alexandra Kosteniouk.
Au 1er mars 2011, il est le 96e joueur mondial avec un classement Elo de 2 653 points, et le premier plus fort joueur suisse (2012).

## Championnats du monde et coupes du monde
| Année | Lieu                             | Résultat       | Ultime adversaire     | Adversaires battus                |
| ----- | -------------------------------- | -------------- | --------------------- | --------------------------------- |
| 1997  | Groningue                        | troisième tour | Kiril Georgiev        | Vassílios Kotroniás Ulf Andersson |
| 1999  | Las Vegas                        | premier tour   | Bartłomiej Macieja    |                                   |
| 2001  | Moscou                           | troisième tour | Peter Svidler         | Alex Yermolinsky Judit Polgár     |
| 2005  | Khanty-Mansiïsk (coupe du monde) | premier tour   | Levan Pantsulaia      |                                   |
| 2009  | Khanty-Mansiïsk (coupe du monde) | deuxième tour  | Shakhriyar Mamedyarov | Parimarjan Negi                   |

## Olympiades
Il participe à deux reprises aux Olympiades d'échecs :
- en 1994, en réserve au deuxième échiquier à l'Olympiade de Moscou (+4 -1 =4) sous les couleurs d'Israël ;
- en 2000, au deuxième échiquier à l'Olympiade d'Istanbul (+3 -2 =7) sous le drapeau suisse.